# Jerker Utterström
Jerker Oskar Utterström, född den 26 november 1908 i Vasa, Finland, död den 2 maj 1992 i Köping, var en svensk jurist. Han var måg till Lennart Berglöf och far till Thomas Utterström.
Utterström avlade studentexamen vid Uleåborgs svenska skola 1929 och juris kandidatexamen vid Stockholms högskola 1935. Efter tingstjänstgöring i Nora domsaga 1935–1938 blev han extra fiskal i Svea hovrätt 1939, i Hovrätten för Övre Norrland samma år, extra ordinarie assessor där 1945 och ordinarie assessor 1948. Utterström var häradshövding i Torneå domsaga 1949–1959, i Västmanlands västra domsaga 1959–1970 och lagman i Köpings tingsrätt 1971–1975. Han blev riddare av Nordstjärneorden 1952 och kommendör av samma orden 1967.